# كريستوفر هربرت
كريستوفر هربرت (بالإنجليزية: Christopher Herbert)‏ هو سياسي بريطاني، ولد في 7 يناير 1944 في المملكة المتحدة. انتخب أسقف وانتخب Bishop of St Albans ‏ (1995 – 2009) وانتخب عضو مجلس اللوردات.